# Richard Tomlinson
Richard Tomlinson (Hamilton, 13 de enero de 1963) es un exespía del MI6, el servicio de inteligencia del Reino Unido. Después de la publicación de su libro contando su vida en el MI6, fue acosado por policías y servicios secretos en España, Francia, Australia, Nueva Zelanda, Estados Unidos, Suiza, Alemania, Italia y Mónaco.

## Biografía
Señaló donaciones de Radovan Karadžić al Partido Conservador (Reino Unido). Opinó que el MI6 pudiera tener enlaces con la Muerte de Diana de Gales, teniendo Henri Paul enlaces con el MI6. En 1998, escribió una carta a Mohamed Al-Fayed para señalarle esta información, pero nunca la recibió, lo supo meses después por la prensa. Opinó que la noche del "accidente" Henri Paul probablemente visitó su contacto en el MI6 para recibir su sueldo, eso explica la importante suma de dinero encontrado sobre el. Por otra parte, explica que el MI6 planificó un asesinato de Slobodan Milošević usando una pistola-flash contra su chofer durante un viaje en coche en un túnel, para minimizar el número potencial de testigos, un guion que se parece al de la muerte de la princesa. Reveló la existencia de otro servicio secreto al interior del MI6, el UKN, que empleaba periodistas y paparazzis, lo que fue relacionado después con el periodista Jean-Paul "James" Andanson el conductor del Fiat Uno blanco que se encontraba en el túnel du Pont de l'Alma al mismo tiempo que el carro de la princesa. Jean-Paul "James" Andanson fue probablemente asesinado.

## Obras
- The Big Breach: From Top Secret to Maximum Security. Coauthor Nick Fielding, Mainstream Publishing febrero de 2001 ISBN 1-903813-01-8 Texto en línea